# Peter Chamberlain
Peter Chamberlain (Birmingham, 8 november 1945) is een Engelse golfprofessional en voormalig bondscoach van Zweden en 
Denemarken.

## Loopbaan
Chamberlain speelde in de jaren zeventig driemaal in het Scandinavian Enterprise Open. Hij won in 1970 het Scandinavische PRA Kampioenschap en twee toernooien in 1977. In 1998 speelde hij enkele toernooien op de Europese Senior Tour. Zijn laagste ronde was een ronde van 61 (-9) op de Eskilstuna Golf Club, waarna hij het Eskilstuna Open won. Chamberlain was tevens jarenlang de bondscoach in Zweden en Denemarken en is erelid van de Zweedse PGA. Hij was coach van Zweedse en Deense Europese Tour-spelers Robert Karlsson, Per-Ulrik Johansson, Joakim Haeggman, Peter Hedblom, Søren Hansen, Anders Hansen, Søren Kjeldsen, Iben Tinning. Chamberlain werd tevens bekend als ontwerper van golfbanen. Hij heeft ruim veertig banen op zijn naam staan die hij geheel of gedeeltelijk heeft aangelegd, vooral in de Scandinavische landen, Polen, Estonia, Letland en Oekraïne.

## Resultaten
- 1970: Scandinavian PGA Championship
- 1977: Flygt Open, Eskilstuna Open

## Personalia
Chamberlain heeft een Zweedse echtgenote en woont in Zweden sinds 1967. Ze hebben vijf kinderen.